# III Universiade
La III Universiade estiva (Universíada de Verão de 1963) si svolse a Porto Alegre, in Brasile, nel 1963.

## Sport
- Atletica leggera (dettagli)
- Ginnastica artistica (dettagli)
- Pallacanestro (dettagli)
- Pallavolo (dettagli)
- Pallanuoto (dettagli)
- Scherma (dettagli)
- Nuoto (dettagli)
- Tennis (dettagli)
- Tuffi (dettagli)

## Medagliere
Evidenziato il paese organizzatore.
| Pos. | Nazione          |    |    |    | Tot. |
| ---- | ---------------- | -- | -- | -- | ---- |
| 1    | Unione Sovietica | 19 | 12 | 3  | 34   |
| 2    | Ungheria         | 18 | 13 | 6  | 37   |
| 3    | Germania Ovest   | 10 | 11 | 14 | 34   |
| 4    | Giappone         | 9  | 3  | 6  | 18   |
| 5    | Regno Unito      | 4  | 6  | 3  | 13   |
| 6    | Italia           | 3  | 5  | 10 | 18   |
| 7    | Polonia          | 2  | 1  | 0  | 3    |
| 8    | Brasile          | 2  | 0  | 9  | 11   |
| 9    | Francia          | 1  | 6  | 3  | 10   |
| 10   | Cuba             | 1  | 2  | 5  | 8    |
| 11   | Cecoslovacchia   | 1  | 2  | 0  | 3    |
| 12   | Perù             | 0  | 1  | 2  | 3    |
| 12   | Spagna           | 0  | 1  | 2  | 3    |
| 14   | Paesi Bassi      | 0  | 1  | 1  | 2    |
| 14   | Sudafrica        | 0  | 1  | 1  | 2    |
| 16   | Svizzera         | 0  | 1  | 0  | 1    |
| 16   | Uruguay          | 0  | 1  | 0  | 1    |
| 18   | Belgio           | 0  | 0  | 1  | 1    |
| 18   | Cile             | 0  | 0  | 1  | 1    |
| 18   | Lussemburgo      | 0  | 0  | 1  | 1    |
| 18   | Jugoslavia       | 0  | 0  | 1  | 1    |